# Opolitisk kommunal sparsamhet
Opolitisk kommunal sparsamhet (OKS) var ett lokalt politiskt parti som var registrerat för val till kommunfullmäktige i Vara kommun. Partiet var representerat i Vara kommunfullmktige mellan 1977 och 1998.

## Valresultat
| År   | Röster | % | Mandat  |
| ---- | ------ | - | ------- |
| 1976 | –      | – | 2 av 49 |
| 1979 | –      | – | 8 av 49 |
| 1982 | –      | – | 8 av 41 |
| 1985 | –      | – | 7 av 49 |
| 1988 | –      | – | 6 av 49 |
| 1991 | –      | – | 3 av 41 |
| 1994 | –      | – | 2 av 49 |
| 1998 | –      | – | 0 av 49 |